# Modèle de Karlsruhe
Le Modèle de Karlsruhe est un concept de transport urbain principalement connu pour l'utilisation du tram-train, et reconnu sous ce nom en Allemagne (Karlsruher Modell).

## Concept
Le modèle de Karlsruhe repose sur le concept novateur, créé en 1992 à Karlsruhe, de tram-train, qui consiste en l'utilisation d'un véhicule dérivé du tramway, apte à circuler à la fois sur des voies de tramway en milieu urbain et sur le réseau ferroviaire.
Le but est de desservir les communes périurbaines directement depuis l'hypercentre sans rupture de charge pour les passagers. Selon les mots de Dieter Ludwig (président de l'autorité organisatrice des transports KVV de l'époque), « Il faut emmener le train aux gens et non l'inverse ». C'est là le principe même du modèle de Karlsruhe : une desserte semi-fine avec des moyens adaptés permettant d'obtenir un temps de trajet raccourci par rapport au modèle train + bus ou train + tramway précédemment en vigueur, tout en augmentant l'attractivité par la proximité plus importante des stations.
Le matériel roulant ne fait pas tout : parallèlement, une communauté tarifaire intermodale est mise en place dans toute la région, permettant l'utilisation de tous les moyens de transport public (train régional, tram-train, tramway, bus) avec le même titre de transport. L'intégration tarifaire est une démarche importante sans laquelle la mise en place du modèle peut être mise à mal par manque de lisibilité.
D'autres piliers de la mise en place du modèle ont été capitalisés et mis à disposition par l'exploitant AVG (de), en collaboration avec la société PTV (de), par le biais d'une filiale créée spécialement pour répondre à ces besoins : la société TransportTechnologie-Consult Karlsruhe GmbH (TTK).
Bien que répondant principalement à la définition du concept originel de tram-train, le tram-train de Karlsruhe comprend également des lignes de type train léger (utilisant des trams-trains sur le réseau ferroviaire, mais sans interconnexion avec le réseau de tramway) ou des lignes de type tramway express (utilisant des tramways sur des lignes suburbaines, mais sans interconnexion avec le réseau ferroviaire).

## Déclinaisons du concept à Karlsruhe

### Le tram-trainstricto sensu

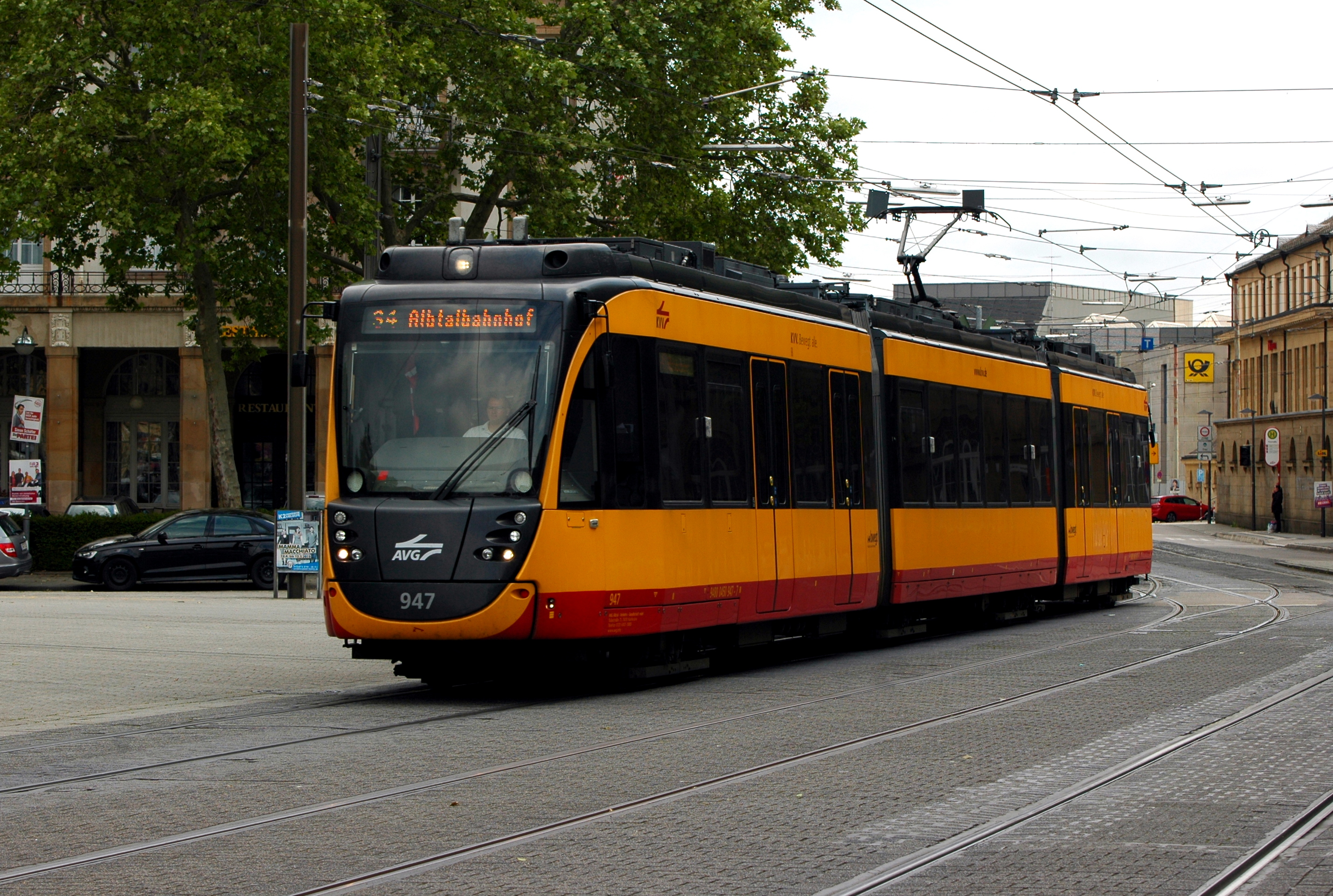
Tram-train de Karlsruhe sur la ligne de tram-train S4, en zone urbaine

Le tram-train de Karlsruhe (en allemand, Zweisystem-Stadtbahnen) consiste en l'utilisation de l'infrastructure ferroviaire de la DB, interconnectée au réseau de tramway urbain de Karlsruhe.
Les lignes du réseau de transport suburbain de Karlsruhe répondant à cette définition stricto sensu sont les suivantes : S4, S41, S5, S51 et S52.

### Le train léger

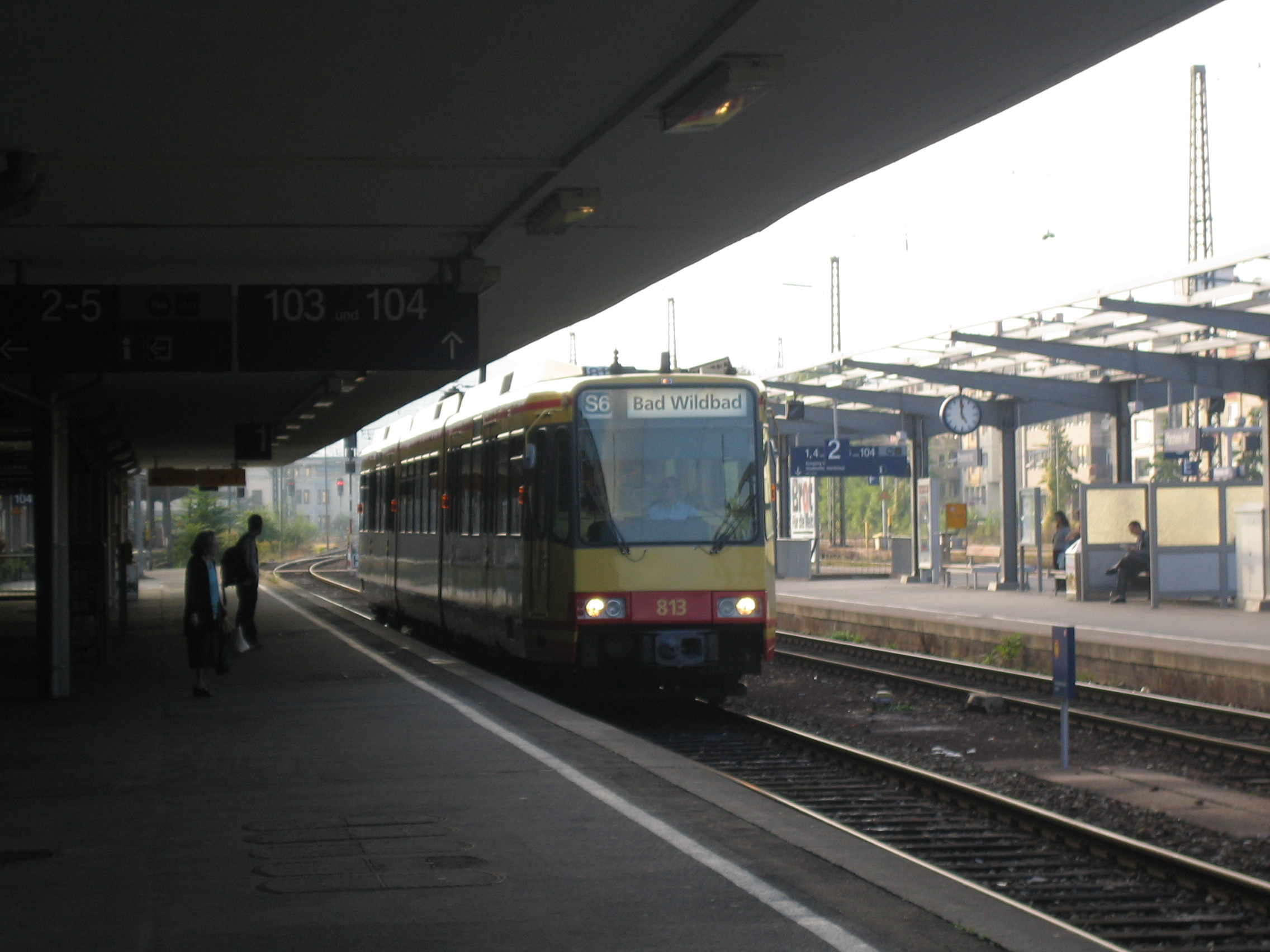
Tram-train de Karlsruhe sur la ligne de train léger S6

Le train léger est l'application la plus courante en Allemagne de transport public suburbain. Ce sont des lignes utilisant du matériel ferroviaire léger (assimilables à des trams ou des métros), sans interconnexion avec le réseau de transport urbain. A Karlsruhe, plusieurs lignes correspondent à cette définition : elles utilisent du matériel type tram-train, mais exclusivement sur le réseau ferroviaire de la DB.
Les lignes du réseau de transport suburbain de Karlsruhe de type train léger sont les suivantes : S31, S32, S6 et S9.

### Le tramway express

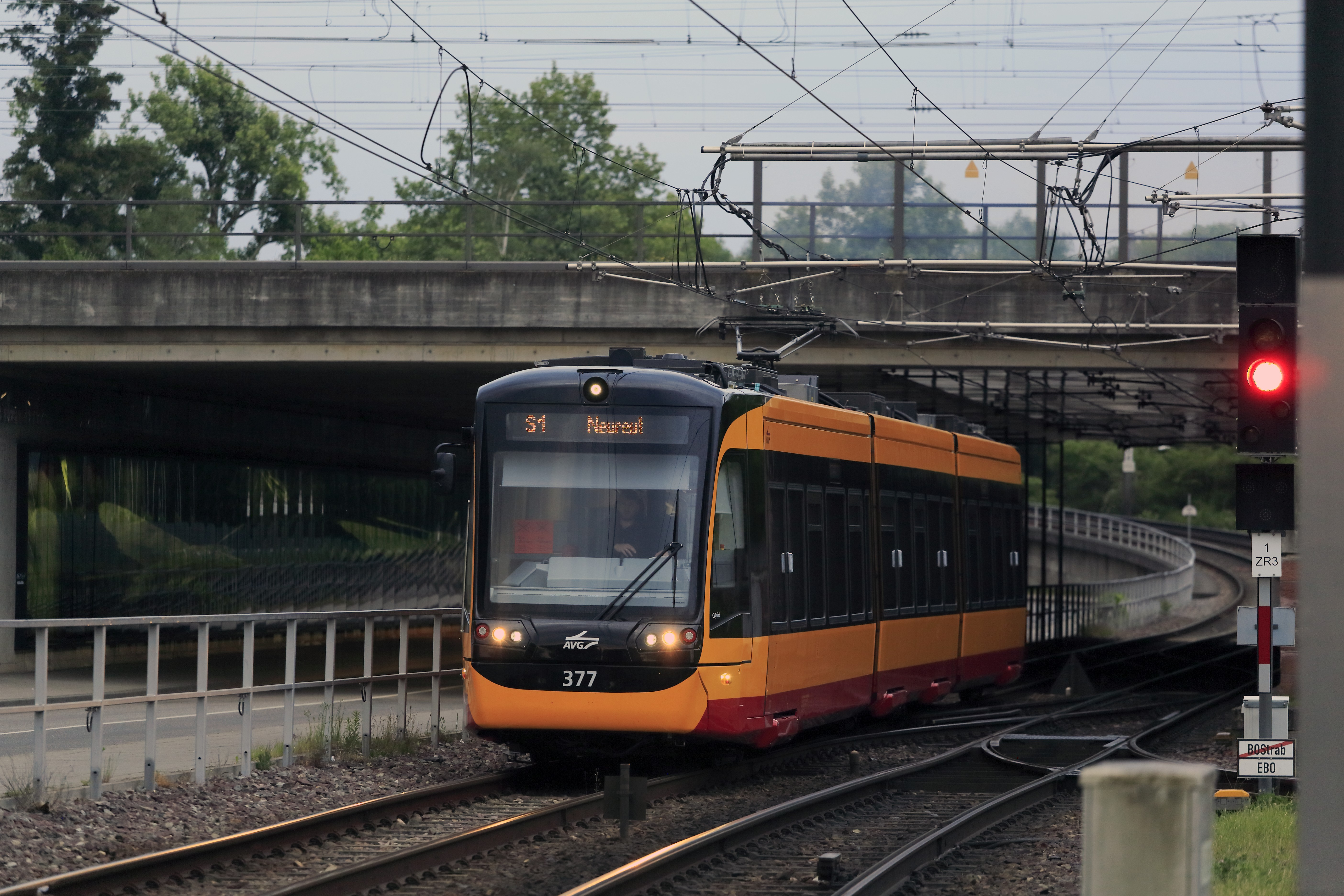
Tram-train de Karlsruhe sur la ligne de tram express S1

Ce concept dérivé du tramway a été le précurseur du tram-train pour Karlsruhe : il décrit des lignes suburbaines pour lesquelles les caractéristiques ferroviaires tendent à s'effacer devant celles du tramway : alimentation électrique 750 V continu, signalisation simplifiée, etc.
Dans le cas de Karlsruhe, on peut citer le changement d'électrification de la ligne de l'Albtalbahn, qui est passée de caténaires alimentées sous 8000 V 50 Hz, à des caténaires tramway sous 750 V continu, permettant d'y faire circuler des tramways sans frontière technique entre la partie urbaine et la partie suburbaine de la ligne.
Les lignes du réseau de transport suburbain de Karlsruhe de type tramway express sont les suivantes : S1, S2 et S11.

## Résultats du modèle à Karlsruhe

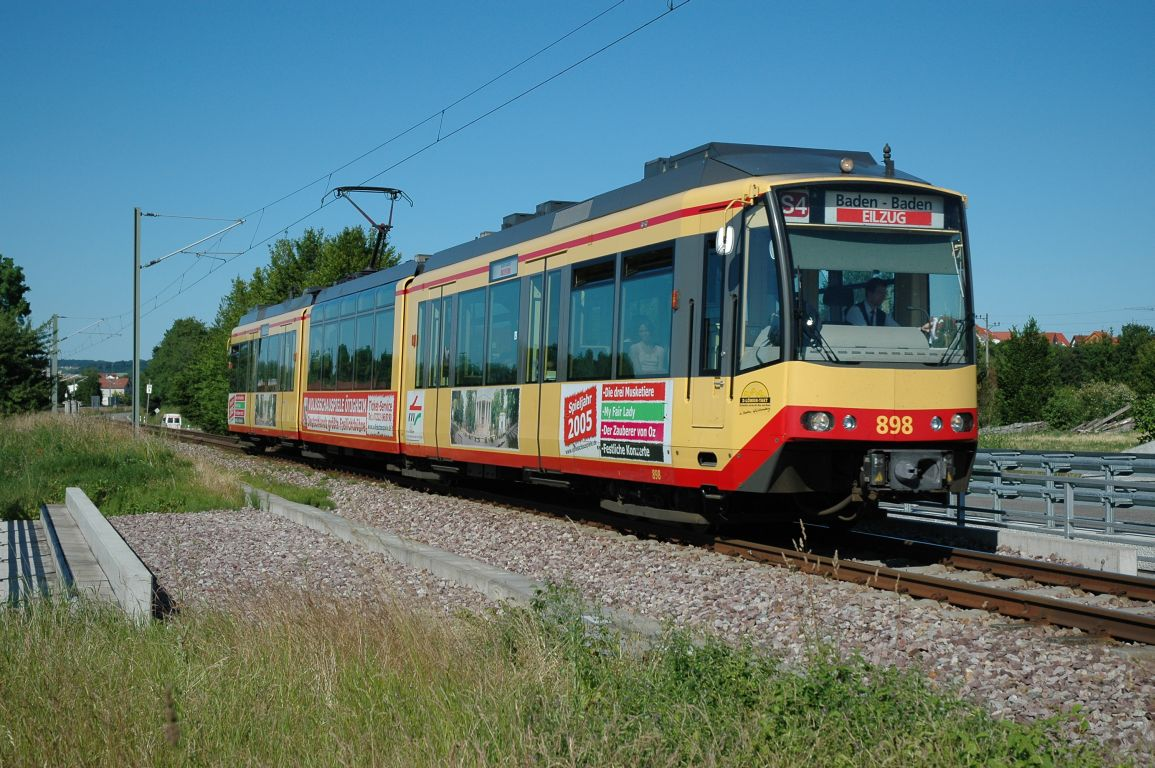
Voiture d'AVG n°898 de type GT8-100.

### Succès
Ce modèle appliqué à Karlsruhe est un succès en termes d'étendue du réseau et de fréquentation.
En terme d'étendue, les tramways suburbains (tram-trains) desservent 400 km de lignes, jusqu'au pied des pistes des stations de ski de la Forêt-Noire. Le réseau s'étend encore, preuve en est la mise en service en 2010 de la ligne Karlsruhe-Germersheim dans le Palatinat (Land limitrophe).
En termes de fréquentation, lors de la mise en place du tram-train entre Karlsruhe et Bretten, ville voisine de 28 000 habitants, la fréquentation a augmenté de 300%, montrant l'avantage décisif que représente une desserte sans rupture de charge dans le report modal vers les transports publics.

### Limites
Le concept a atteint certains seuils de saturation, faisant état de son immense succès. En effet, la rue principale de Karlsruhe est tellement congestionnée par le trafic incessant des tramways qu'il est devenu difficile pour un piéton de traverser cette artère commerçante, et que les tramways sont fréquemment l'origine de ralentissements entre eux aux périodes de pointe. Ainsi, le projet de tunnel est lancé, permettant de fluidifier la circulation des trams et de libérer la zone piétonne du tram en surface. Les travaux commencent le 21 janvier 2010.
D'autre part, le réseau est tellement étendu qu'il rejoint d'autres réseaux de S-Bahn (Stuttgart, Mannheim) et perd à la marge un peu de sa lisibilité.
Certaines zones comme le Nord de l'Alsace s'opposent à son arrivée par crainte d'une inflation immobilière.[réf. souhaitée]

## Utilisation du modèle

### Obstacles techniques et administratifs à l'exportation du modèle

#### Cas français
Comparativement à l'Allemagne, moins de villes françaises disposent d'un réseau de tramway urbain. Les normes de sécurité pour la circulation de véhicules ferroviaires sur le réseau ferré national sont plus strictes et conservatrices en France, et il est difficile de faire homologuer un matériel léger de type tramway[réf. souhaitée].
Par contre, le réseau ferré allemand n'est pas plus électrifié que le réseau français, et dans les deux pays, la tension électrique des lignes de tramway (750 V) est différente de celle du réseau ferré. Il en va de même pour le gabarit (largeur des véhicules), différent entre les réseaux de tramway et de train, sur lequel les quais des stations ne sont pas tout à fait adéquats pour un tramway. Le sens de circulation des trains est différent en France, où ceux-ci roulent à gauche (à droite en Alsace, en Moselle et en Allemagne), tandis que les trams roulent à droite. Mais cette difficulté se présente déjà au sein du réseau ferré français, avec changement de sens de circulation à l'ancienne frontière franco-allemande.
Historiquement, du fait du monopole de la SNCF pour le transport ferroviaire de voyageurs sur le réseau ferré national, un blocage pouvait avoir lieu pour savoir qui serait l'exploitant des trams-trains (les tramways urbains étant exploités par des exploitants privés tels Transdev et Keolis). L'ouverture à la concurrence ferroviaire en cours de concrétisation depuis les années 2020 devrait résoudre ce point de blocage.